# 35xxxv
| Оценки критиков         | Оценки критиков |
| Источник                | Оценка          |
| ----------------------- | --------------- |
| Metal.de                | [ 1 ]           |
| Alternative Press Japan | [ 2 ]           |

35xxxv (читается тридцать пять или Сатифайбу от англ. thirty five) — седьмой студийный альбом японской рок-группы ONE OK ROCK. Был выпущен 11 февраля 2015 года Это первый альбом, записанный за границей, а именно в США.
Песня «Mighty Long Fall» стала саундтреком к фильму-сиквелу 2014 года Бродяга Кэнсин: Великий киотский пожар, в то время как песня «Heartache» была использована в третьем фильме, Бродяга Кэнсин: Последняя легенда. Песня «Mighty Long Fall» поднялась до 2-й позиции в Billboard Japan Hot 100 и продержалась там 17 недель.
Ограниченная версия альбома была выпущена в комплекте с DVD, содержащим акустическое исполнение песен «Mighty Long Fall» и «Decision». Все диски были распроданы по предзаказу до окончания 2014 года.
28 февраля 2015 года альбом занимает 11-ю позицию чарта Billboard Heatseekers Albums. Это музыкальный хит-парад для новых и начинающих исполнителей, который, как правило, является ступенькой к таким хит-парадам как Billboard 200 или Billboard Hot 100. На той же неделе он поднимается до 43-й позиции в чарте Billboard Independent Albums. Затем он занимает 23-ю позицию в Billboard Hard Rock Albums Chart и 1-ю позицию в Billboard World Albums Chart.
Международная версия альбома была выпущена в США под лейблом Warner Bros. Records 25 сентября 2015 года с двумя американскими эксклюзивными бонус-треками.

## История создания
Группа начала записывать альбом в январе 2014 года в Лос-Анджелесе (США) вместе с продюсером Джоном Фельдманом и звукорежиссёром Крисом Лорд-Элджи. Запись проходила в течение их премьерного тура в Лос-Анджелесе и Нью-Йорке.
12 января 2014 года Джон Фельдманн написал в Twitter, что ONE OK ROCK уже начали записывать свой новый альбом. Название альбома — «35xxxv» — произошло от числа «35», которое буквально преследовало группу во время записи в Соединённых Штатах, поэтому альбом было решено назвать именно так.
Первая песня в альбоме — «Mighty Long Fall» — это саундтрек к фильму-сиквелу Бродяга Кэнсин: Великий киотский пожар. ONE OK ROCK выпустили сингл «Mighty Long Fall/Decision» 30 июля 2014 года. Песня «Decision» стала саундтреком к их документальному фильму «Fool cool rock». Музыкальное видео для песни, выпущенное 20 августа 2014 года, содержит видео-компиляцию кадров с последних Европейского и Азиатского туров группы. Они также записали саундтрек к сиквелу Бродяга Кэнсин: Последняя легенда под названием «Heartache».
В сентябре 2014 года ONE OK ROCK провели двухдневный концерт на стадионе в городе Йокогама перед 60 000 зрителей под названием «Mighty Long Fall Live at Yokohama Stadium 2014», который также транслировался в прямом эфире на телеканале WOWOW. Это было их первое выступление на стадионе. Группа исполнила более 20-ти песен, в том числе три новые песни и кавер-версию песни Ванессы Карлтон — «A Thousand Miles».

## Продвижение
ONE OK ROCK выпустили музыкальное видео к песне «Mighty Long Fall» 22 июня 2014 года. 19 августа 2014 года группа выпустила видео-компиляцию с тура Who are you?? Who are we?? и видео-микс к песне «Decision». Несмотря на то, что фильм Бродяга Кэнсин: Последняя легенда вышел в сентябре 2014 года, песня «Heartache» не получает официального релиза вплоть до выхода всего альбома.
14 января 2015 года становится возможным сделать предзаказ альбома на iTunes с песней «Cry Out», на которую 20 января 2015 года выходит музыкальное видео.

## Список композиций
| №                   | Название                                                                                               | Автор(ы)                                    | Длительность |
| ------------------- | --- | ------------------------------------------- | ------------ |
| 1.                  | «3xxxv5»                                                                                               | Така                                        | 1:41         |
| 2.                  | «Take Me to the Top»                                                                                   | Така Колин Бриттэн                          | 3:15         |
| 3.                  | «Cry Out»                                                                                              | Така Бриттэн                                | 3:48         |
| 4.                  | «Suddenly»                                                                                             | Така Тору                                   | 3:03         |
| 5.                  | «Mighty Long Fall»                                                                                     | Така Тору Томоя Рёта Джон Фельдманн         | 4:03         |
| 6.                  | «Heartache»                                                                                            | Така Арнольд Ланни                          | 4:24         |
| 7.                  | «Memories»                                                                                             | Така Джордан Шмидт                          | 3:21         |
| 8.                  | «Decision»                                                                                             | Така Фельдманн                              | 3:44         |
| 9.                  | «Paper Planes» (при участии Келлина Куинна из группы Sleeping with Sirens)                             | Така Фельдманн Николас Фарлонг Келлин Куинн | 3:20         |
| 10.                 | «Good Goodbye»                                                                                         | Така Бриттэн                                | 3:44         |
| 11.                 | «One by One»                                                                                           | Така Фельдманн                              | 3:39         |
| 12.                 | «Stuck in the Middle»                                                                                  | Така Тору Томоя Рёта Фельдманн              | 3:32         |
| 13.                 | «Fight the Night» (заканчивается в 4:16; продолжается в 6:09 после тишины скрытым треком "Gerogeropā") | Така Джуд Коул                              | 13:20        |
| Общая длительность: | Общая длительность:                                                                                    | Общая длительность:                         | 54:53        |

## Deluxe edition
В июле 2015 года ONE OK ROCK официально объявили, что подписали контракт с Warner Bros. Records и планируют переиздать 35xxxv в качестве deluxe edition, которое будет содержать только английские треки. Это издание отличает обложка чёрного цвета и включает два новых трека: «Last Dance» и «The Way Back». Чтобы продвинуть свою дебют в США, группа провела тур по Северной Америке осенью 2015 года в нескольких городах в качестве хедлайнера и в нескольких городах с такими группами как All Time Low и Sleeping with Sirens. У ONE OK ROCK также было мировое турне по Европе и Азии.
17 октября 2015 года 35xxxv (Deluxe Edition) дебютировала на 20-й позиции в Billboard Heatseekers Albums максимально поднявшись до 17-го места.

## Список композиций
| №                   | Название                                                                   | Автор(ы)                       | Длительность |
| ------------------- | -------------------------------------------------------------------------- | ------------------------------ | ------------ |
| 1.                  | «3xxxv5»                                                                   | Така                           | 1:41         |
| 2.                  | «Take Me to the Top»                                                       | Така Бриттан                   | 3:15         |
| 3.                  | «Cry Out»                                                                  | Така Бриттан                   | 3:48         |
| 4.                  | «Suddenly»                                                                 | Така Тору                      | 3:03         |
| 5.                  | «Mighty Long Fall»                                                         | Така Тору Томоя Рёта Фельдманн | 4:03         |
| 6.                  | «Heartache»                                                                | Така Ланни                     | 4:24         |
| 7.                  | «Memories»                                                                 | Така Шмидт                     | 3:21         |
| 8.                  | «Decision» (при участии Тайлера Картера из группы Issues)                  | Така Фельдманн                 | 3:44         |
| 9.                  | «Paper Planes» (при участии Келлина Куинна из группы Sleeping with Sirens) | Така Фельдманн Фарлонг Куинн   | 3:20         |
| 10.                 | «Good Goodbye»                                                             | Така Бриттан                   | 3:44         |
| 11.                 | «One by One»                                                               | Така Фельдманн                 | 3:39         |
| 12.                 | «Stuck in the Middle»                                                      | Така Тору Томоя Рёта Фельдманн | 3:32         |
| 13.                 | «Fight the Night»                                                          | Така Коул                      | 4:16         |
| 14.                 | «Last Dance»                                                               | Така Коул                      | 3:49         |
| 15.                 | «The Way Back»                                                             | Така Фельдманн                 | 3:02         |
| Общая длительность: | Общая длительность:                                                        | Общая длительность:            | 52:38        |

## Чарты

### Альбом
| Чарт (2015)                        | Наивысшая позиция |
| ---------------------------------- | ----------------- |
| Японские альбомы (Oricon)          | 1                 |
| Японские альбомы (Billboard Japan) | 1                 |
| US Hard Rock Albums (Billboard)    | 23                |
| US Heatseekers Albums (Billboard)  | 11                |
| US Heatseekers Albums (Billboard)  | 17                |
| US Independent Albums (Billboard)  | 43                |
| US World Albums (Billboard)        | 1                 |

### Синглы
| Название           | Год  | Наивысшая позиция | Наивысшая позиция |
| Название           | Год  | JPN Oricon        | JPN Billboard     |
| ------------------ | ---- | ----------------- | ----------------- |
| «Mighty Long Fall» | 2014 | 2                 | 2                 |
| «Decision»         | 2014 | 2                 | 12                |
| «Cry Out»          | 2015 | —                 | 15                |
| «Last Dance»       | 2015 | —                 | 93                |
| «The Way Back»     | 2015 | —                 | 6                 |

### Чарты других песен
| Название    | Год  | Наивысшая позиция |
| Название    | Год  | JPN Billboard     |
| ----------- | ---- | ----------------- |
| «Heartache» | 2015 | 43                |

## Сертификации
| Регион                                                      | Сертификация | Продажи  |
| ----------------------------------------------------------- | ------------ | -------- |
| Япония (RIAJ)                                               | Платиновый   | 250 000^ |
| ^ Данные о тиражах приведены только на основе сертификации. |              |          |

## Награды
MTV Video Music Awards Japan
| Год  | Номинируемая работа | Категория        | Результат |
| ---- | ------------------- | ---------------- | --------- |
| 2015 | «Mighty Long Fall»  | Best Group Video | Номинация |

## Участники записи
ONE OK ROCK
- Такахиро «Така» Мориути — Вокал
- Тору Ямасита — Гитара
- Рёта Кохама — Бас-гитара
- Томоя Канки — Ударные